# اما سمتانا
اِما سمتانا (چکی: Emma Smetana؛ زادهٔ ۱۱ فوریه ۱۹۸۸) بازیگر، موسیقی‌دان، روزنامه‌نگار، مجری و کارشناس علوم سیاسی اهل جمهوری چک است. وی دانش‌آموختهٔ مؤسسه مطالعات سیاسی پاریس و دانشگاه آزاد برلین است.
از فیلم‌ها یا مجموعه‌های تلویزیونی که وی در آن‌ها نقش داشته است، می‌توان به مسیرهای عبور، بوته سوزان و مردان امیدوار اشاره نمود.